# Elizabeth Madox Roberts

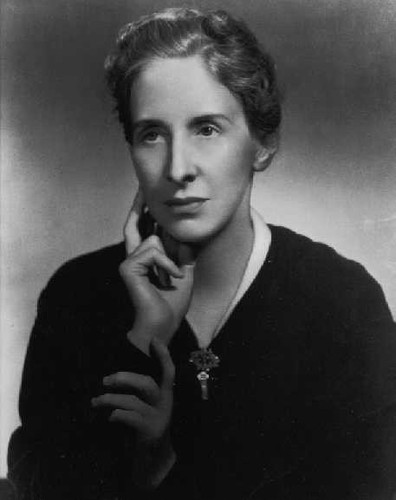
Elizabeth Madox Roberts

Elizabeth Madox Roberts (geboren 30. Oktober 1881 in Perryville; gestorben 13. März 1941 in Orlando) war eine US-Schriftstellerin und Dichterin, die durch ihre in Kentucky spielenden Romane bekannt wurde.

## Leben
Roberts war das zweite von acht Kindern des Ehepaars Simpson und Mary Elizabeth Brent Roberts. Ihr Vater hatte in der Konföderiertenarmee gedient und war später Ingenieur und Lehrer. Roberts wuchs in Springfield auf, wo sie auch den Großteil ihres Lebens verbrachte. Sie besuchte die weiterführende Schule in Covington und dann die University of Kentucky. Nach einem Semester gab sie das Studium 1900 wegen ihrer Gesundheit auf. Zehn Jahre lang unterrichtete sie dann in Grundschulen in der Umgebung von Springfield.
Ab 1910 verbrachte sie mehrere Jahre bei ihrer Schwester in Colorado, wo sie erstmals Verse in einem 1915 privat veröffentlichten Gedichtband schrieb. 1917 schrieb sie sich an der University of Chicago ein, wo sie Literatur und Philosophie studierte und im Dichter-Club unter anderem Glenway Wescott, Yvor Winters und Janet Lewis traf. Sie schloss 1921 ihr Studium ab und wurde 1922 mit dem Fiske-Preis ausgezeichnet. Danach kehrte sie nach Springfield zurück, wo sie ihre Schriftstellerkarriere aufnahm.
1936 wurde bei ihr das Hodgkin-Lymphom festgestellt; Lymphkrebs im Endstadium. Sie pendelte nun in den Wintermonaten ins wärmere Florida, wo sie 1941 bei einem Aufenthalt starb. Sie wurde in Springfield beerdigt.
In ihrem Todesjahr 1941 wurde sie in die American Academy of Arts and Letters gewählt.

## Werk
Sie begann ihr Schaffen mit lyrischen Gedichten und Verslegenden, mit denen sie die ersten Auszeichnungen gewann. Internationale Bekanntheit erlangte sie erst durch ihre Romane, vor allem durch den ersten, The Time of Man. Die Romane waren meist in Washington County angesiedelt. Das Werk ist durch eine rhythmische Prosa gekennzeichnet und beschreibt die Traditionen in der gebirgigen, bäuerlich geprägten Gegend.
- In the Great Steep’s Garden (1915)
- Under the Tree (1922)
- The Time of Man (1926) – deutsch 1928 durch Hans Reisiger: Seit Menschengedenken
- My Heart and My Flesh (1927)
- Jingling in the Wind (1928)
- The Great Meadow (1930) – deutsch 1938 durch Peter Gan: Kentucky – große Weide
- A Buried Treasure (1931)
- The Haunted Mirror (1932)
- He Sent Forth a Raven (1935)
- Black Is My True Love’s Hair (1938)
- Song in the Meadow (1940)
- Not by Strange Gods (1941)
- Flood (2012, unvollendet, lektoriert und durch postum herausgegeben durch Victoria Barker)

## Auszeichnungen
- Ehrendoktor durch die Universität von Danville.
- Fiske-Preis (1922)
- John Reed Memorial Prize (1928)
- O. Henry Award (1930)
- Poetry Society of South Carolina’s prize (1931)

Die Roberts Society hält jeden April Konferenzen zu ihrem Werk ab.